# Masbate Sorsogon jezik
Masbate Sorsogon jezik (ISO 639-3: bks; sorsogonski bicolano, sjevernosorsogonski), austronezijski jezik uže filipinske skupine, kojim govori 85 000 ljudi (1975 census) na filipinskm otoku Luzon u provinciji Sorsogon. Jezik se naziva i sjevernosorsogonski i s još dva druga jezika čini podskupinu warayskih jezika.
U upotrebi su i filipinski [fil] i naga bicolano [bcl].

## Vanjske poveznice
- Ethnologue (14th)
- Ethnologue (15th)